# Маслово (Крым)
Ма́слово (до 1948 года Тенсу́; укр.  Маслове, крымскотат. Teñ Suv, Тенъ Сув) — село в Джанкойском районе Республики Крым, центр Масловского сельского поселения (согласно административно-территориальному делению Украины — Масловского сельского совета Автономной Республики Крым).

## Население
| 2001 | 2014  |
| ---- | ----- |
| 2525 | ↘2222 |

Всеукраинская перепись 2001 года показала следующее распределение по носителям языка
| Язык             | Процент |
| ---------------- | ------- |
| русский          | 56.36   |
| украинский       | 28.99   |
| крымскотатарский | 13.11   |
| другие           | 0.83    |

### Динамика численности
| - 1805 год — 59 чел. - 1889 год — 27 чел. - 1900 год — 51 чел. - 1915 год — 25/71 чел. - 1926 год — 151 чел. | - 1939 год — 345 чел. - 1974 год — 1903 чел. - 1989 год — 2662 чел. - 2001 год — 2525 чел. - 2014 год — 2222 чел. |

## Современное состояние
На 2017 год в Маслово числится 26 улиц и 2 переулка; на 2009 год, по данным сельсовета, село занимало площадь 7,1 тысячи гектаров на которой, в 850 дворах, проживало более 3,4 тысячи человек. В селе действуют средняя общеобразовательная школа, детский сад, дом культуры, библиотека, амбулатория общей практики семейной медицины, церковь Николая Чудотворца. Село связано автобусным сообщением с райцентром и соседними населёнными пунктами.

## География
Маслово — село в центральной части района, в степном Крыму, на берегу маловодной балки (реки) Заветленинская (ранее Алкалы), у южного берега Северо-Крымского канала, высота центра села над уровнем моря — 14 м. Соседние сёла: Комсомольское в 2 км на юго-восток, Овощное в 2,5 км на юг, Субботник в 4 км на север и Ветвистое в 6 километрах на восток, там же ближайшая железнодорожная станция — Мамут. Расстояние до райцентра — около 12 километров (по шоссе) на юго-восток. Транспортное сообщение осуществляется по региональной автодороге 35Н-170 от шоссе 35Н-293 Воинка — Джанкой (по украинской классификации — С-0-10446).

## История
Первое документальное упоминание села встречается в Камеральном Описании Крыма… 1784 года, судя по которому, в последний период Крымского ханства Тексу входил в Дип Чонгарский кадылык Карасубазар ского каймаканства. После присоединения Крыма к России (8) 19 апреля 1783 года, (8) 19 февраля 1784 года, именным указом Екатерины II сенату, на территории бывшего Крымского Ханства была образована Таврическая область и деревня была приписана к Перекопскому уезду. После Павловских реформ, с 1796 по 1802 год, входила в Перекопский уезд Новороссийской губернии. По новому административному делению, после создания 8 (20) октября 1802 года Таврической губернии, Тенсу был включён в состав Биюк-Тузакчинской волости Перекопского уезда.
По Ведомости о всех селениях в Перекопском уезде состоящих с показанием в которой волости сколько числом дворов и душ… от 21 октября 1805 года, в деревне Тенсу числилось 11 дворов и 59 крымских татар. На военно-топографической карте генерал-майора Мухина 1817 года деревня Денсу обозначена с 9 дворами. После реформы волостного деления 1829 года Тенсу, согласно «Ведомости о казённых волостях Таврической губернии 1829 года» остался в составе Тузакчинской волости. Затем, видимо, вследствие эмиграции крымских татар в Турцию селение опустело и на картах 1836 и 1842 года обозначены уже развалины деревни Тенсу.
Видимо, новое заселение деревни произошло в последней четверти XIX века, так как ни в «Списке населённых мест Таврической губернии по сведениям 1864 года», ни на карте 1865—1876 года она не значится. Согласно «Памятной книге Таврической губернии 1889 года», по результатам Х ревизии 1887 года, в деревне Тенсу числилось 6 дворов и 27 жителей — возможно, это были уже крымские немцы. Энциклопедический словарь «Немцы России» даты основания 2 хуторов Тенсу (Майера В. Г. и Майера Г. И.) не приводит, известно, что им принадлежало 2000 десятин земли.
После земской реформы 1890 года Тенсу отнесли к Богемской волости. В «…Памятной книжке Таврической губернии на 1892 год» в сведениях о Богемской волости никаких данных о деревне, кроме названия, не приведено. По «…Памятной книжке Таврической губернии на 1900 год» на хуторе Тенсу числился 51 житель в 2 дворах. По Статистическому справочнику Таврической губернии. Ч.II-я. Статистический очерк, выпуск пятый Перекопский уезд, 1915 год, на хуторе Тенсу (Майера Г. И.) Богемской волости Перекопского уезда числилось 7 дворов (2 двора с землёй, 5 — безземельные) с немецким населением в количестве 25 человек приписных жителей и 71 «посторонних», из которых 69 мужчин и 27 женщин. Жители владели 1945 десятинами удобной земли. В хозяйствах имелось 80 лошадей, 130 волов, 32 коровы и 460 голов мелкого скота.
После установления в Крыму Советской власти, по постановлению Крымревкома от 8 января 1921 года № 206 «Об изменении административных границ» была упразднена волостная система и в составе Джанкойского уезда был создан Джанкойский район. В 1922 году уезды преобразовали в округа. На карте Крымского статистического управления 1922 года селение подписано, как Тёйбу. 11 октября 1923 года, согласно постановлению ВЦИК, в административное деление Крымской АССР были внесены изменения, в результате которых округа были ликвидированы, основной административной единицей стал Джанкойский район и село включили в его состав. Согласно Списку населённых пунктов Крымской АССР по Всесоюзной переписи 17 декабря 1926 года, в совхозе Орак-Аджи-Тенсу (образованном на месте экономии), Таганашского сельсовета Джанкойского района, числилось 51 двор, население составляло 151 человек, из них 124 русских, 10 украинцев, 7 немцев, 3 армян, 1 белорус, 1 еврей, 5 записаны в графе «прочие». По данным всесоюзной переписи населения 1939 года в селе проживало 345 человек. Позже, с приростом населения, образовались отдельные сёла: совхоз Тенсу и Арак-Аджи, но на километровой карте Генштаба 1941 года обозначено одно село — Орак-Аджи.
Во время Великой Отечественной войны, в октябре 1941 года, после прорыва фашистов на Перекопе, в районе Чокрака бойцы 354 стрелкового и гаубичного полков 106-й стрелковой дивизии 9-го стрелкового корпуса трое суток сдерживали противника, не давая ему возможности отрезать наши части у Сиваша и на Чонгаре. В тех боях погибло около 250 оставшихся безымянными воинов, похороненных здесь же в братской могиле. В апреле 1944 года, при освобождении Крыма, в окрестностях сёл Чокрак, Павловка и Борлак-Тама погибли и были захоронены воины 1369 стрелкового полка 417 дивизии, 6-й гвардейской танковой бригады, 32-й отдельной танковой бригады, 22-го отдельного танкового полка и других частей. 8 мая 1975 года было произведено перезахоронение останков воинов в братскую могилу в Новокрымском. На могиле устроен мемориал — скульптура солдата на постаменте, три стелы с мемориальными табличками, две мемориальные плиты и символ Вечного огня. Постановлением Совета министров Республики Крым № 627 от 20 декабря 2016 года оба памятника отнесены к категории объектов культурно-исторического наследия России регионального значения.

В 1944 году, после освобождения Крыма от фашистов, 12 августа 1944 года было принято постановление № ГОКО-6372с «О переселении колхозников в районы Крыма» и в сентябре 1944 года в район приехали первые новосёлы (27 семей) из Каменец-Подольской и Киевской областей, а в начале 1950-х годов последовала вторая волна переселенцев из различных областей Украины. С 25 июня 1946 года Тенсу в составе Крымской области РСФСР. Указом Президиума Верховного Совета РСФСР от 18 мая 1948 года, безымянный населённый пункт совхоза Тенсу переименовали в Маслово. 26 апреля 1954 года Крымская область была передана из состава РСФСР в состав УССР. Время включения в Завет-Ленинский сельсовет пока не установлено: на 15 июня 1960 года село уже числилось в его составе. В период с 1 января 1968 по 1974 год создан Масловский сельсовет. В 1974 году к Маслово присоединили Минино (бывший Арагоджи или Кара-Годжа). По данным переписи 1989 года в селе проживало 2662 человека. С 12 февраля 1991 года село в восстановленной Крымской АССР, 26 февраля 1992 года переименованной в Автономную Республику Крым. С 21 марта 2014 года в составе Крыма аннексировано Россией.